# Ancienne école cantonale d'Aarau
L'ancienne école cantonale d'Aarau, appelée en allemand Alte Kantonsschule Aarau et surnommée « Alte Kanti », est un bâtiment scolaire situé dans la ville argovienne d'Aarau, en Suisse.

## Histoire
L'école cantonale fut fondée en 1802 à Aarau et fut le premier établissement secondaire laïc de Suisse. Elle compta plusieurs élèves fameux, parmi lesquels trois prix Nobel (Albert Einstein, Paul Karrer et Werner Arber et quatre Conseillers fédéraux (Friedrich Frey-Herosé, Emil Welti, Edmund Schulthess et Kaspar Villiger).
La Kantonsschule Aarau fut fondée en 1802 en tant que premier lycée laïc de Suisse. L’école possède quelques précieux éléments architecturaux parmi lesquels la Tuchschmidhaus dans le style formel de la Renaissance allemande. Elle fut prolongée entre 1914 et 1916 par une aile dans le style néoclassique et un observatoire. 
Honorée du titre de « Swiss Olympic Sport School » depuis 2008, l'école est inscrite comme bien culturel suisse d'importance nationale.

## Bâtiment
L'école est composée de 5 bâtiments de styles différents : 
- Albert-Einstein-Haus (anciennement Tuchschmidhaus), construit en 1894 dans un style Renaissance qui accueille le rectorat et des salles de cours,
- Karl-Moser-Haus (anciennement Rauchensteinhaus), construit en 1860 et qui contenait l'ancienne bibliothèque,
- Paul-Karrer-Haus (anciennement Steinmannhaus), construit en 1969 et contient des salles de classe,
- János-Tamás-Haus (anciennement Fehrhaus), utilisée comme salle de concert,
- Frank-Wedekind-Haus, construit en 1933 pour accueillir une cafétéria, un centre de presse, ainsi que la nouvelle bibliothèque

## Source
- (de) Cet article est partiellement ou en totalité issu de l’article de Wikipédia en allemand intitulé « Alte Kantonsschule Aarau » (voir la liste des auteurs).